# 京銀座堂
京銀座堂（きょうぎんざどう）は、京都市東山区四条通祇園町に存在する、アクセサリーショップである。

## 沿革
創業は1956年、2021年12月現在、20年余りに渡って独自の統計を取り続けており、公式ブログにて同社の製品が幸運を招くとしている。

## 解説
「アクセサリー＆動物王国　京銀座堂」を標榜している他、正式な屋号は「銀座堂」である。また、「京銀座堂」及び、同社の主力商品シリーズである「キラキラ招き猫」は同社の登録商標である。
猫の他にもふくろうや、過去にはうさぎなども商品としていた。年末には翌年の干支にちなんだ商品を発表するのが恒例である。
度々、関西テレビ放送を中心にテレビに出演しており、その総数は20回を数えると公式ブログにて公表している。
しかしながら、その有名さのために類似品や商標・意匠権の侵害による被害も受けており、Amazon、Yahoo!ショッピング、楽天市場、ギフトモールなどで京銀座堂の商品に似せた、あるいは京銀座堂の商品であると騙って招き猫などが販売される事例が多発している。また、同社は「統計上、運気が下がって危険だったため」として、転売を固く禁じているため、Mercariなどのフリマアプリで購入することも控えるよう、呼びかけている。
同社の販路は、店頭、FAX、公式ブログのコメント欄、TEL（リピーター限定）に限られているため、前述の手法以外での販売商品は全て類似品である。
類似品は商法違反であるほか、悪質な場合は詐欺事件に発展することもあるため、同社は消費者センターや警察への相談を呼びかけている。